# 胡特尔派

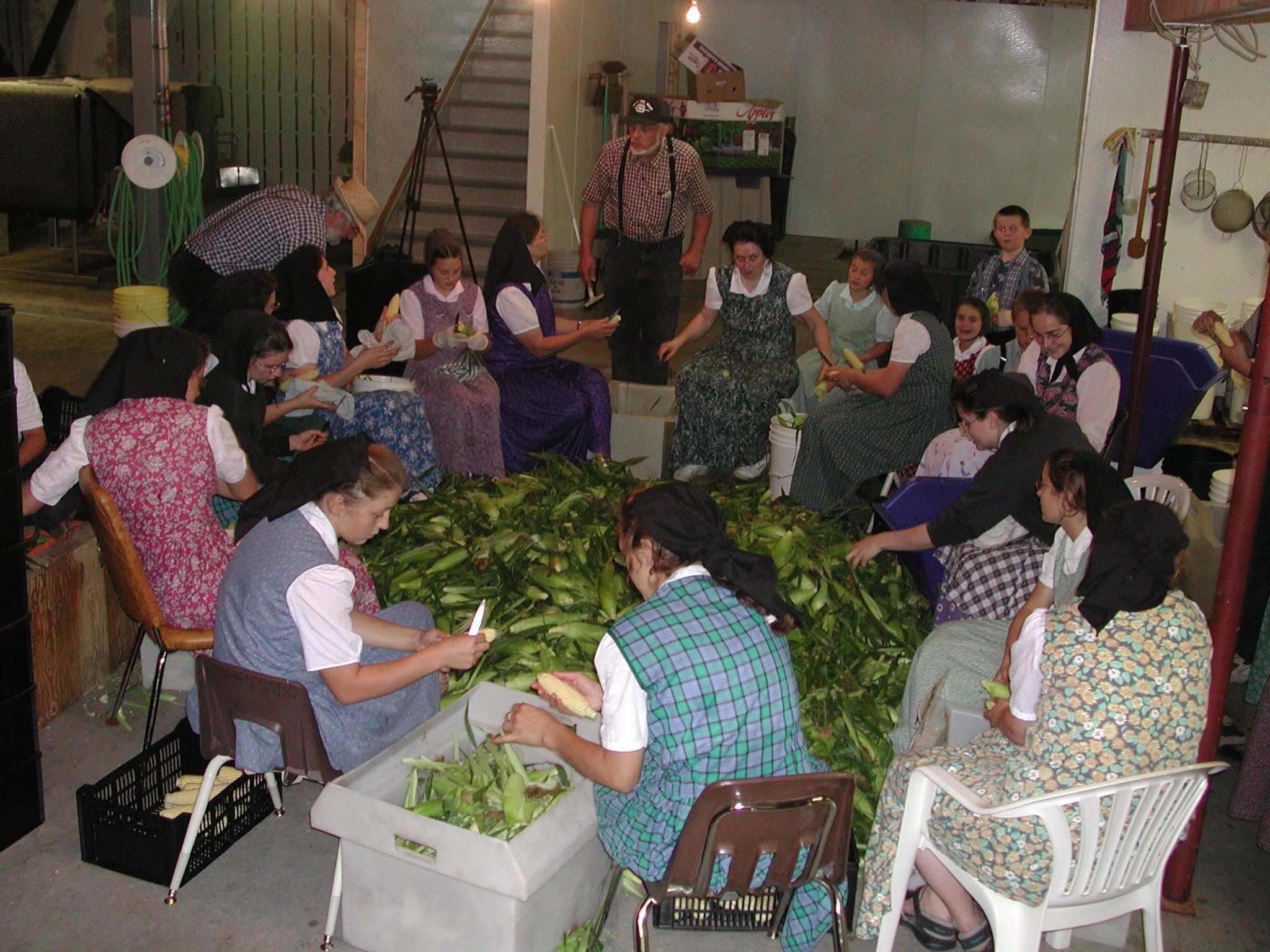
胡特尔妇女在劳作

胡特尔派，又译哈特派，是基督教新教再洗礼派的一个分支，和阿米什人和门诺会一样，其来源可追溯到16世纪激进宗教改革时期。其创始人雅各布·胡特尔（Jacob Hutter）死后，教民以公有制、和平主义社区的形式散居在欧洲，18-19世纪几乎灭绝，然后在北美大陆发展开来。125年间，人数从400人增加到42000人。目前绝大多数胡尔特社区位于加拿大和美国北部大平原地区。

## 社会形态
胡特尔派实行公有制：所有的财产属于教会，个人和家庭的日常供给来自共同资产。这个实践是基于他们对《圣经·使徒行传》第2、4、5章的诠释。
胡特尔人的社区叫做“定居点”，或称“弟兄社区”，全部座落于郊区，主要收入来自农场。许多农庄他们拥有辽阔的土地和耕作设备。有些社区也运作火鸡等家禽饲养场。
每个居民点由十到二十个家庭组成，人口约60至250人，符合邓巴数。如果居民点的人数超过了上限，领导人会以有经济或属灵需要，用抽签的方式派遣半数成员去开拓新的居民点。一些胡特尔人也涉足制造业。对于居民点的日常事务，只有受过洗礼的男子（弟兄们）有投票权，妇女无权参与决策过程。
虽然胡特尔人试图与外界隔绝，但是许多家庭拥有电脑和收音机；有少数社区甚至安装了过滤过的互聯網。传统上，胡特尔儿童在15岁离开学校，开始成人生活。这个做法在Lehrerleut和Dariusleut居民点仍严格执行。不过，有些胡特尔青年（例如加拿大马尼托巴省Schmiedeleut居民点）会读完高中，甚至上了大学；许多人变成了自己居民点的教师。
如同阿米什人和门诺会经常说宾州德语一样，胡特尔人使用口音特别的德语，亦称胡特尔德语。
胡特尔派反对避孕，因此其女性成员的生育率达到了生物条件所允许的最高值。

## 历史
胡特尔人来自奥地利蒂罗尔州，他们的先驱为了逃避迫害而移民到摩拉維亞。在雅各·胡特尔的领导下，他们根据《新约圣经》中《使徒行传》和《哥林多後書》的训导，发展出了公社形态的生活方式，使之与其他再洗礼派区别开来。

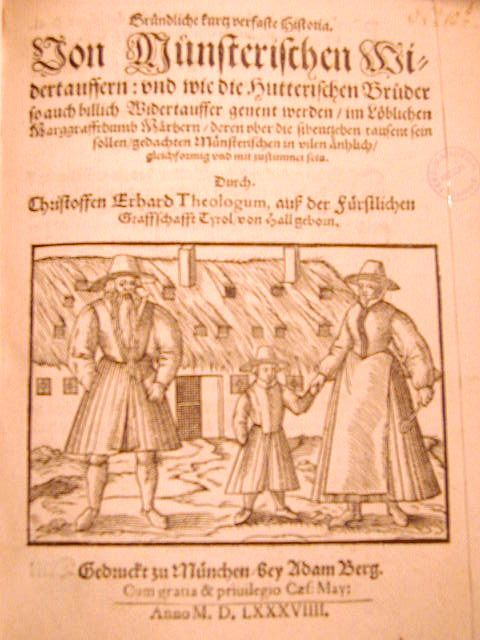
Bill of impeachment

在波希米亚，胡特尔人繁衍了一个多世纪，新的迫害又开始了，于是他们首先转移到特兰西瓦尼亚，18世纪早期，又辗转于俄罗斯帝国统治下的乌克兰。19世纪时，斯洛伐克的一些胡特尔人改宗天主教。在乌克兰，胡特尔人享有了相对的繁荣，虽然也受到邻近的门诺会的压迫。
由于沙皇俄国逼迫胡特尔人服兵役，19世纪发生了三次大的移民潮，胡特尔人最终离开欧洲，来到新大陆。
胡特尔人的社区以各移民潮的领导者命名，最初三个大族群（Schmiedeleut, Dariusleut, 和Lehrerleut，leut在德语中的意思是部族）均定居在南、北達科他州；后来两个Dariusleut在蒙大拿中部建立了两个定居点。各个团体均重新建立了传统的胡特尔公社生活方式。1950年代早期和1974至1990年间，Arnoldleut也被接纳为胡特尔派。尽管大多数胡特尔人生活在美国中西部和加拿大，他们在尼日利亚和日本也建立了定居点。
第一次世界大战期间，反战的胡特尔人在美国受到了迫害，18个定居点中有17个被迫迁移到加拿大艾伯塔、马尼托巴和萨斯喀彻温诸省。一个特别令人关注的案件中，4个胡特尔人被投入监牢，其中2人被虐待致死。《良心反战法》建立后，一些Schmiedeleut族于1930年代返回達科他。
在第二次世界大战时期，艾伯塔省通过《公社财产法》，严格限制Dariusleut和Lehrerleut族拓展居民点。这个法案导致居民点转向不列颠哥伦比亚、蒙大拿、萨斯喀彻温和华盛顿州东部发展。时至今日，四分之一的胡特尔居民点在美国境内，其余大部分保留在加拿大。

## 定居点
2004年中期，世界上共有胡特尔人居民点472个：
- 加拿大(347)
  - Dariusleut (142): 艾伯塔(109)；萨斯喀彻温(31)；不列颠哥伦比亚(2)
  - Lehrerleut (99): 艾伯塔(69); 萨斯喀彻温(30)
  - Schmiedeleut (106): 马尼托巴(105); 艾伯塔(1)
- 美国(124)
  - Dariusleut (21): 明尼苏达(15); 华盛顿(5); 俄勒冈(1)
  - Lehrerleut (34): 蒙大拿(34)
  - Schmiedeleut (69): 南达科他(53); 明尼苏达(9); 北达科他(7)
- 日本(1)
  - Dariusleut (1)

日本胡特尔社区居民不是欧洲裔胡特尔人，而是在日本接受同样生活方式、并建立了被承认的社区的人。这里的居民既不说德语，也不说英语。